# Lee Aaron (album)
Albums de Lee Aaron
Call of the Wild
(1985) Body Rock
(1989)
Lee Aaron est le 3e album studio de Lee Aaron sorti en 1987. L'album s'est classé à la 39e position dans les charts canadiens le 6 mai 1987,  28e dans les classements musicaux en Suisse et à la 26e place en Suède.
Deux singles issus de l'album ont aussi été classés: Only Human a atteint la 44e position au Canadian Singles Chart le 23 mai 1987 durant une semaine et Goin' Off the Deep End, qui a atteint la 93e position toujours dans le même classement le 4 juillet 1987 et est resté classé durant deux semaines.

## Composition du groupe
- Lee Aaron - chants
- John Albani - guitare
- Rik Emmett - guitare
- Jimi "G" Gelcer - claviers
- Chris Brockway - basse
- Randy Cooke - batterie

## Liste des titres

### Face-A
| No  | Titre                   | Auteur                                          | Durée |
| --- | ----------------------- | ----------------------------------------------- | ----- |
| A1. | Powerline               | Lee Aaron, John Albani, J.L Turner              | 3:48  |
| A2. | Hands Are Tied          | Lee Aaron, John Albani, J.L Turner, Mark Muller | 3:47  |
| A3. | Only Human              | Lee Aaron, John Albani, David Roberts           | 3:45  |
| A4. | Empty Heart             | Lee Aaron, John Albani                          | 3:04  |
| A5. | Number One              | Lee Aaron, John Albani, J.L Turner              | 3:52  |
| A6. | Don't Rain on My Parade | Lee Aaron, John Albani, Marc Ribler             | 3:27  |

### Face-B
| No  | Titre                  | Auteur                                           | Durée |
| --- | ---------------------- | ------------------------------------------------ | ----- |
| B1. | Goin' Off the Deep End | Lee Aaron, John Albani, Marc Ribler              | 4:17  |
| B2. | If This Is Love        | R.W. Johnson, Carl Wilson                        | 4:13  |
| B3. | Eye for an Eye         | Lee Aaron, John Albani, David Roberts            | 3:45  |
| B4. | Heartbeat of the World | Jennifer Warman, Joan Downes                     | 4:18  |
| B5. | Dream with Me          | Lee Aaron, John Albani, Dan Hill, Chris Brockway | 4:27  |